# Muzeum Sił Powietrznych Republiki Singapuru
Muzeum Singapurskich Sił Powietrznych (Republic of Singapore Air Force Museum, Air Force Museum) – muzeum Sił Powietrznych Republiki Singapuru położone obok wojskowego lotniska Paya Lebar.

## Historia

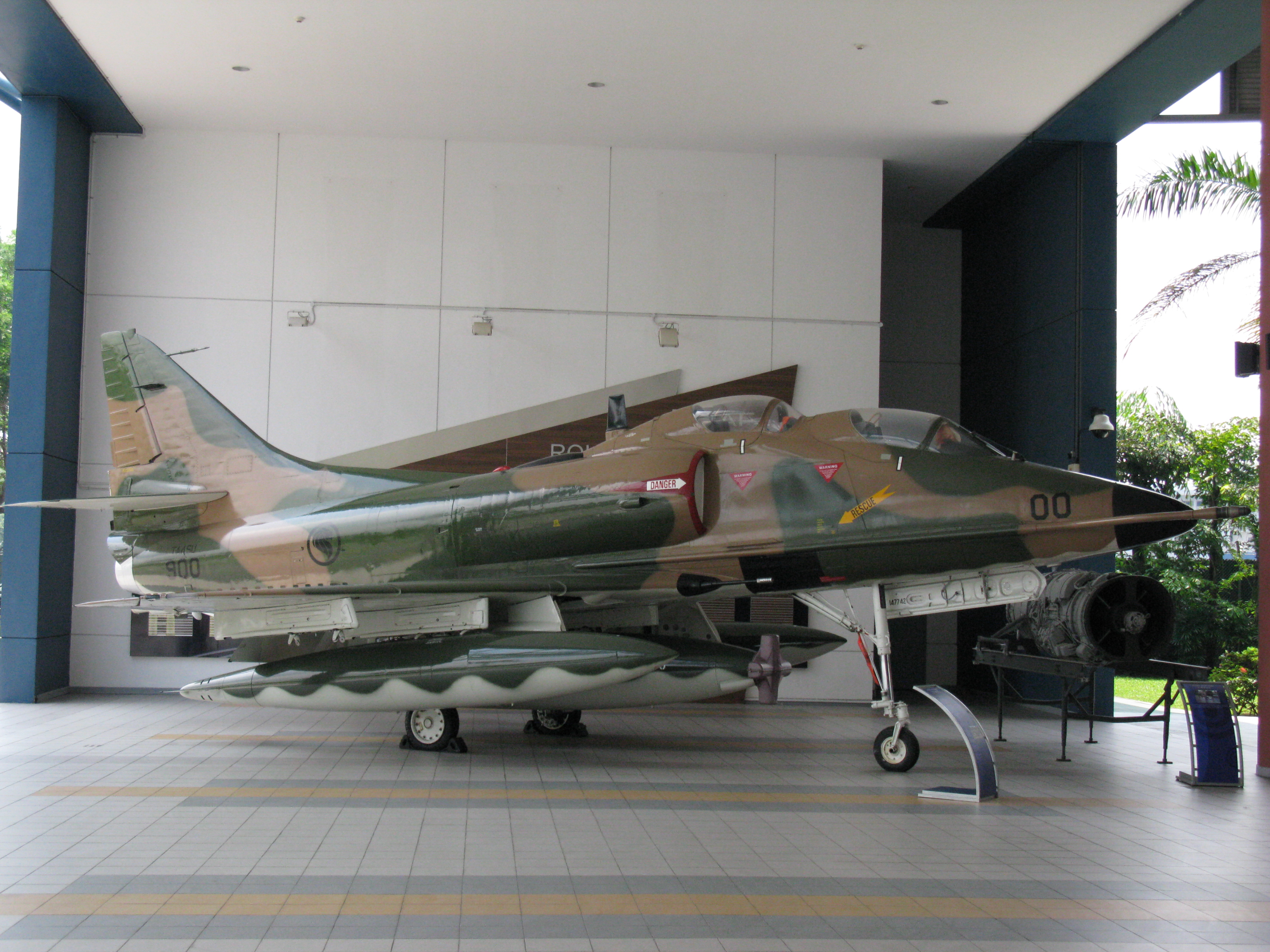
TA-4SU Super Skyhawk

Pierwsze muzeum, w którym znalazły się eksponaty pokazujące przeszłość i teraźniejszość Sił Powietrznych Republiki Singapuru, otwarto 1 września 1988 roku na terenie lotniska Changi, ale już dwa lata później podjęto decyzję o budowie nowego kompleksu muzealnego zdolnego pomieścić rozrastającą się ekspozycję. W 2004 roku zbiory zostały przeniesione do budynków wybudowanych w pobliżu wojskowego lotniska Paya Lebar. Obecnie muzeum zajmuje teren o powierzchni 10 600 m². Znajdują się tutaj ekspozycje poświęcone historii singapurskich sił powietrznych, ich formowaniu i dniu dzisiejszemu. Część wystawy przedstawia okres, w którym jedyną siłą lotniczą na terenie Singapuru była Royal Air Force. Dużo miejsca poświęcono udziałowi stacjonujących tu brytyjskich eskadr w walkach przeciwko partyzantom Komunistycznej Partii Malajów w latach 40. i 50. XX wieku. Kolejne ekspozycje związane są z wycofywaniem się Brytyjczyków z Singapuru i tworzeniem się rodzimych sił powietrznych, czyli Dowództwu Obrony Powietrznej Singapuru (Singapore Air Defence Command), z którego w 1975 roku narodziły się współczesne Republic of Singapore Air Force. Samolotem związanym z owym okresem jest Cessna 172K, na której pierwsi piloci rozpoczynali podstawowe szkolenie lotnicze. Wśród eksponatów można zobaczyć pierwszy samolot 0odrzutowy, jaki wszedł na uzbrojenie sił powietrznych w 1970 roku, BAC 167 Strikemaster oraz Hawker Hunter wycofany z eksploatacji w RAF i przekazane w 1971 roku Singapurowi. Lata 70. i 80. to dynamiczny rozwój wojskowego lotnictwa Singapuru. Okres ten reprezentowany jest przez egzemplarz myśliwsko bombowego McDonnell Douglas A-4 Skyhawk oraz jego unikalną wersję szkolna, powstałą specjalnie dla Singapuru, Singapore Aircraft Industries TA-4SU Super Skyhawk. Obok samolotów prezentowane są również śmigłowce. Pierwszy, który wszedł na uzbrojenie, Aérospatiale Alouette III, jego następca Bell UH-1 Iroquois i używany do dziś Eurocopter AS550U-2. Na wystawie można zobaczyć również silniki lotnicze oraz bogatą kolekcję dokumentów i zdjęć.